# Aloxe-Corton
Aloxe-Corton là một xã trong tỉnh Côte-d'Or, thuộc vùng Bourgogne-Franche-Comté của nước Pháp, có dân số là 181 người (thời điểm 2002). Xã nằm phía bắc của Beaune. Aloxe-Corton là một phần của Côte de Beaune. Dân cư được gọi là Aloxois

## Nhân khẩu học
| 1962 | 1968 | 1975 | 1982 | 1990 | 1999 |
| ---- | ---- | ---- | ---- | ---- | ---- |
| 201  | 243  | 218  | 198  | 187  | 172  |